# Бим-Бад, Борис Михайлович
Бори́с Миха́йлович Бим-Бад (28 декабря 1941, Илецкая Защита, Чкаловская область — 1 марта 2023) — советский и российский педагог. Академик РАО. Доктор педагогических наук, профессор. Телеведущий.

## Биография
Родился в семье Михаила Исааковича Бим-Бада (1901—1960) и Анны Ивановны Айдиновой (1910—1982). Еврей. Выпускник МГПИ им. Ленина. Создатель и ректор Российского открытого университета, преобразованного позже в Университет Российской академии образования.
С 2001 по 2002 год являлся ведущим телеигры «Я знаю всё!» на ТВ-6.
Скончался 1 марта 2023 года в возрасте 81 года. Похоронен в Москве на Ваганьковском кладбище (закрытый колумбарий, секция 51М).

## Семья
Жена (с 2004 года) — Людмила Аркадьевна Бим-Бад.
Дочь — Екатерина Борисовна Тимашпольская, педагог и писательница. Трое внуков.

Дядя — профессор Макс Исаакович Бим-Бад (1914—1996), основатель и первый заведующий кафедрой экономики дорожного хозяйства Московского автомобильно-дорожного института, автор книг «Материально-техническое снабжение в дорожном строительстве» (1983), «Стройфинплан дорожно-строительной организации» (1989).

## Труды
- Психология и педагогика: просто о сложном. Популярные очерки и этюды / Б. М. Бим-Бад. — М.: Изд-во МПСИ; Воронеж: НПО «МОДЭК», 2010. — 144 с.
- Петровский А. В., Слободчиков В. И., Бим-Бад Б. М., Громыко Ю. В. Задачи и направления перестройки педагогической науки // Вопросы психологии. — 1988. — № 2. — С. 14.
- Педагогический энциклопедический словарь / гл. ред. Б. М. Бим-Бад. — 3-е изд., стер. — М.: Большая российская энциклопедия, 2009. — 527 с. — (Золотой фонд. Энциклопедический словарь).
- Педагогическая антропология: учебник и практикум для академического бакалавриата / Б. М. Бим-Бад. — М.: Юрайт, 2015. — 223 с.
- Педагогическая антропология: Курс лекций. Учеб. пособие для студентов вузов … по спец-ти 033400 — педагогика / Б. М. Бим-Бад. — М.: Изд-во УРАО, 2003. — 204, [1] с.
- Педагогическая антропология: An educational anthropology: Учеб. пособие / Авт.-сост. Б. М. Бим-Бад; Ун-т Рос. акад. образования. Каф. пед. антропологии. — М.: Изд-во УРАО, 1998. — 575 с.
- Категории современных наук о воспитании / Б. М. Бим-Бад; Российская акад. образования, Московский психолого-социальный ин-т. — М.: МПСИ; Воронеж: МОДЭК, 2010. — 206 с.
- Подготовка к власти: документальное повествование о политической педагогике / Б. М. Бим-Бад. — Ульяновск: Печатный двор, 2007. — 139, [1] с.
- Бим-Бад Б. М., Гавров С. Н. Модернизация института семьи: социологический, экономический и антрополого-педагогический анализ: Монография / предисл. Л. С. Перепёлкин. Федеральная целевая программа «Культура России». — М.: Интеллектуальная книга — Новый хронограф, 2010. — 327 с.
- Сталин : Исследование жизненного стиля / Б. М. Бим-Бад. — М.: Изд-во УРАО, 2002. — 191 с., [16] л.
- Щит и оборона детства: [Для родителей, учителей, студентов, законодателей] / Б. М. Бим-Бад; Рос. открытый ун-т. — М.: Изд-во Рос. открытого ун-та, 1995. — 65, [2] с.
- Педагогические течения в начале двадцатого века: Лекции по пед. антропологии и философии образования / Б. М. Бим-Бад; Ун-т Рос. акад. образования. Психол.-пед. фак. — 2-е изд. — М.: Изд-во УРАО, 1998. — 112, [2] с.
- Мудрость воспитания: Кн. для родителей: [Сборник / Сост. Б. М. Бим-Бад и др.]. — 2-е изд., доп. — М. : Педагогика, 1989. — 298, [5] с.
- Природа ребёнка в зеркале автобиографии = The nature of a child as reflected in the mirror of autobiography: Учеб. пособие по пед. антропологии / Ун-т Рос. акад. образования. Каф. педагогики и пед. антропологии; Под ред. Б. М. Бим-Бада и О. Е. Кошелевой; Сост. В. Г. Безрогов и др. — М.: Изд-во УРАО, 1998. — 431 с.
- Бим-Бад Б. М. История и теория педагогики. Очерки: учеб. пособие для вузов / Б. М. Бим-Бад. — 2-е изд., испр. и доп. — М.: Юрайт, 2016. — 247 с.